# Cyclodinus
Cyclodinus es un género de coleóptero de la familia Anthicidae.

## Especies
Las especies de este género son:
- Cyclodinus angustulus
- Cyclodinus ataensis
- Cyclodinus basanicus
- Cyclodinus bicarinula
- Cyclodinus blandulus
  - Cyclodinus blandulus blandulus
  - Cyclodinus blandulus zinrami
- Cyclodinus bremei
- Cyclodinus brivioi
- Cyclodinus californicus
- Cyclodinus cerastes
- Cyclodinus coniceps
- Cyclodinus constrictus
- Cyclodinus croissandeaui
- Cyclodinus debilis
- Cyclodinus dentatus
  - Cyclodinus dentatus dentatus
  - Cyclodinus dentatus transdanubianus
- Cyclodinus desbrochersi
- Cyclodinus dimidiatus
- Cyclodinus endroedyi
- Cyclodinus erro
- Cyclodinus fatuus
- Cyclodinus forticornis
- Cyclodinus franciscanus
- Cyclodinus ghanaensis
- Cyclodinus guineaensis
- Cyclodinus humilis
- Cyclodinus incomptus
- Cyclodinus italicus
- Cyclodinus kryzhanovskii
- Cyclodinus larvipennis
- Cyclodinus lindbergi
- Cyclodinus longipilis
- Cyclodinus lotus
- Cyclodinus lucidicollis
- Cyclodinus maltzevi
- Cyclodinus manyaraensis
- Cyclodinus mediobrunneus
- Cyclodinus mimus
- Cyclodinus minutus
  - Cyclodinus minutus minutus
  - Cyclodinus minutus truncaticeps
- Cyclodinus misoloughii
- Cyclodinus moltonii
- Cyclodinus mono
- Cyclodinus montandoni
- Cyclodinus morawitzi
- Cyclodinus paiute
- Cyclodinus reitteri
- Cyclodinus roberti
- Cyclodinus salinus
  - Cyclodinus salinus carthageniensis
  - Cyclodinus salinus salinus
- Cyclodinus sareptanus
- Cyclodinus semiopacus
- Cyclodinus sibiricus
- Cyclodinus tansanianus
- Cyclodinus thessalius
- Cyclodinus ustulatus